# 김상호 (1969년)
김상호(金相浩, 1969년 ~ )는 대한민국의 MBC 아나운서이다.

## 경력
| 연도              | 사항                                        |
| ----------------- | ------------------------------------------- |
| 2023.05 ~         | MBC 아나운서국 아나운서 2팀 국장급 아나운서 |
| 2018.12 ~ 2023.04 | MBC 아나운서국 아나운서 팀장급 아나운서     |
| 2017.12 ~ 2018.11 | MBC 아나운서국 아나운서 2부장               |
| 1994 ~            | MBC 아나운서국 아나운서                     |
| 1994 ~            | MBC 아나운서 입사                           |

## 학력
- 한양대학교 독어독문학과 학사
- 한양대학교 대학원 언론정보학 석사

## 진행 프로그램

### TV
- MBC TV : 《MBC 뉴스와이드》
- MBC TV : 《MBC 뉴스 굿모닝코리아》
- MBC TV : 《MBC 주말뉴스》
- MBC TV : 《5 MBC 뉴스》 신동진 아나운서의 휴가로 임시진행(2020)
- MBC TV : 평일《MBC 뉴스투데이》진행 (2020년 6월 29일 ~ 2021년 4월 9일)
- MBC TV : 《2시 뉴스외전》 이정민 아나운서의 휴가로 임시 진행(2023년 7월 10일 ~ 2023년 7월 14일)

### 라디오
- MBC 표준FM : 《MBC 아침종합뉴스》
- MBC 표준FM : 《MBC 정오종합뉴스》
- MBC 표준FM : 《MBC 저녁종합뉴스》
- MBC 표준FM : 《MBC 라디오 캠페인》 정정당당 KOREA, 희망한국, 교육이 미래다, 여성의 힘 희망한국, 힘내라 한국경제 등